# Biasmia antennalis
Biasmia antennalis là một loài bọ cánh cứng trong họ Cerambycidae.